# Katherine LaNasa

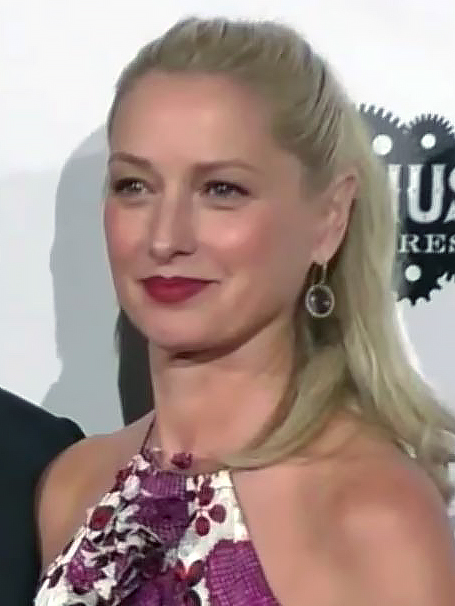
Katherine LaNasa (2016)

Katherine LaNasa (* 1. Dezember 1966 in New Orleans, Louisiana) ist eine US-amerikanische Schauspielerin. Außerdem hat sie eine Ballettausbildung absolviert.

## Leben
Katherine LaNasa wurde 1966 in New Orleans, im US-Bundesstaat Louisiana geboren. Sie besuchte bereits mit 14 Jahren die University of North Carolina School of the Arts um Ballett zu studieren. Mit 17 begann sie, professionell zu tanzen. Später studierte sie unter Sanford Meisner Schauspiel und wechselte in dieses Fach.
Am 17. Juni 1989 heiratete sie den Schauspieler Dennis Hopper, mit dem sie 1990 einen Sohn, Henry Lee Hopper, bekam. Im Frühjahr 1992 ließen sich die beiden wieder scheiden. Am 19. Mai 1998 heiratete sie den Schauspieler French Stewart. Die Scheidung dieser Ehe erfolgte 2009. Im Juli 2012 verlobte sie sich mit dem Schauspieler Grant Show, den sie am 18. August 2012 heiratete.

## Filmografie

### Spielfilme
- 1990: Catchfire
- 1992: Drei lahme Enten (Brain Donors)
- 1992: Im Herzen der Rache (The Heart of Justice, Fernsehfilm)
- 1994: Flashfire
- 1994: Jack Reed: Gnadenlose Jagd (Jack Reed: A Search for Justice, Fernsehfilm)
- 1994: Die Ärztin und der Mörder (Mortal Fear, Fernsehfilm)
- 1994: Honey, I Shrunk the Audience (Kurzfilm)
- 1995: Der Mörder in meinem Bett (Nothing But the Truth, Fernsehfilm)
- 1996: The Destiny of Marty Fine
- 1996: Kevin Johnson – Ein Mann verschwindet (The Disappearance of Kevin Johnson)
- 1996: Schizophren! Eine Mutter als Callgirl (Shattered Mind, Fernsehfilm)
- 1996: Twilight Man (Fernsehfilm)
- 1996: Schizopolis
- 1997: Always Say Goodbye
- 1997: Kiss & Tell
- 1997: Take a Number
- 2000: Murder at the Cannes Film Festival (Fernsehfilm)
- 2004: The Deerings (Fernsehfilm)
- 2004: Alfie
- 2008: The Lucky Ones
- 2010: Valentinstag (Valentine’s Day)
- 2011: Normal (Fernsehfilm)
- 2012: Jayne Mansfield’s Car
- 2012: Die Qual der Wahl (The Campaign)
- 2013: Frozen Ground (The Frozen Ground)
- 2014: Buttwhistle
- 2015: The Squeeze
- 2016: Love Is All You Need?

### Fernsehserien
- 1994: Unter Verdacht – Der korrupte Polizist (Under Suspicion, eine Folge)
- 1995: Seinfeld (eine Folge)
- 1995: Der Marshal (The Marshal, eine Folge)
- 1996: Hallo Cockpit (The Crew, eine Folge)
- 1996: Hinterm Mond gleich links (3rd Rock from the Sun, eine Folge)
- 1996: Big Easy – Straßen der Sünde (The Big Easy, eine Folge)
- 1996: Der Sentinel – Im Auge des Jägers (The Sentinel, eine Folge)
- 1996: Sliders – Das Tor in eine fremde Dimension (Sliders, eine Folge)
- 1996: Ein Hauch von Himmel (Touched By An Angel, eine Folge)
- 1996–1997: Zwei Singles im Doppelbett (Almost Perfect, 3 Folgen)
- 1997: Practice – Die Anwälte (The Practice, eine Folge)
- 1999: Pensacola – Flügel aus Stahl (Pensacola: Wings of Gold, eine Folge)
- 2001–2002: Three Sisters (33 Folgen)
- 2002: Emergency Room – Die Notaufnahme (ER, eine Folge)
- 2002: New York Cops – NYPD Blue (NYPD Blue, 3 Folgen)
- 2002–2003: The Guardian – Retter mit Herz (The Guardian, 4 Folgen)
- 2003: Kate Fox & die Liebe (Miss Match, 4 Folgen)
- 2003: Greetings from Tucson (eine Folge)
- 2003: CSI: Den Tätern auf der Spur  (CSI: Crime Scene Investigation, eine Folge)
- 2003: Lady Cops – Knallhart weiblich (The Division, 2 Folgen)
- 2003–2005: Für alle Fälle Amy (Judging Amy, 9 Folgen)
- 2005: CSI: Miami (eine Folge)
- 2005: Grey’s Anatomy (eine Folge)
- 2006: Love Monkey (8 Folgen)
- 2006: Pepper Dennis (eine Folge)
- 2006–2007: Justice – Nicht schuldig (Justice, 6 Folgen)
- 2006–2011: Two and a Half Men (4 Folgen)
- 2007: Boston Legal (eine Folge)
- 2008: 12 Miles of Bad Road (6 Folgen)
- 2008: Ghost Whisperer – Stimmen aus dem Jenseits (Ghost Whisperer, eine Folge)
- 2009: Dr. House (House, eine Folge)
- 2009: Cold Case – Kein Opfer ist je vergessen (Cold Case, eine Folge)
- 2009: Burn Notice (eine Folge)
- 2009–2011: Big Love (5 Folgen)
- 2010: Justified (eine Folge)
- 2010: Make It or Break It (eine Folge)
- 2010: Lie to Me (eine Folge)
- 2010–2011: The Defenders (2 Folgen)
- 2012–2013: Longmire (6 Folgen)
- 2013: Deception (11 Folgen)
- 2014: The Night Shift (eine Folge)
- 2014–2015: Satisfaction (20 Folgen)
- 2016: Devious Maids (4 Folgen)
- 2017–2018: Imposters (14 Folgen)
- 2019: Future Man (5 Folgen)
- 2019–2023: Truth Be Told: Der Wahrheit auf der Spur (Truth Be Told, 19 Folgen)
- 2020: Katy Keene (10 Folgen)
- 2025: The Pitt
- 2025: Daredevil: Born Again (2 Folgen)